# Helmut Gernsheim
Helmut Erich Robert Kuno Gernsheim (* 1. März 1913 in München; † 20. Juli 1995 in Lugano, Schweiz) war ein Fotograf, Fotografiehistoriker und Sammler. Er trug in seinem Leben Tausende von Bildern sowie fotografische Geräte zusammen. 1952 entdeckte er die älteste erhaltene Fotografie der Welt, Blick aus dem Arbeitszimmer, die Joseph Nicéphore Nièpce im Jahre 1826 angefertigt hatte. Er war mit Alison Gernsheim verheiratet, mit der er eng zusammenarbeitete. Der ebenfalls emigrierte Kunsthistoriker Walter Gernsheim war ein Bruder.

## Leben

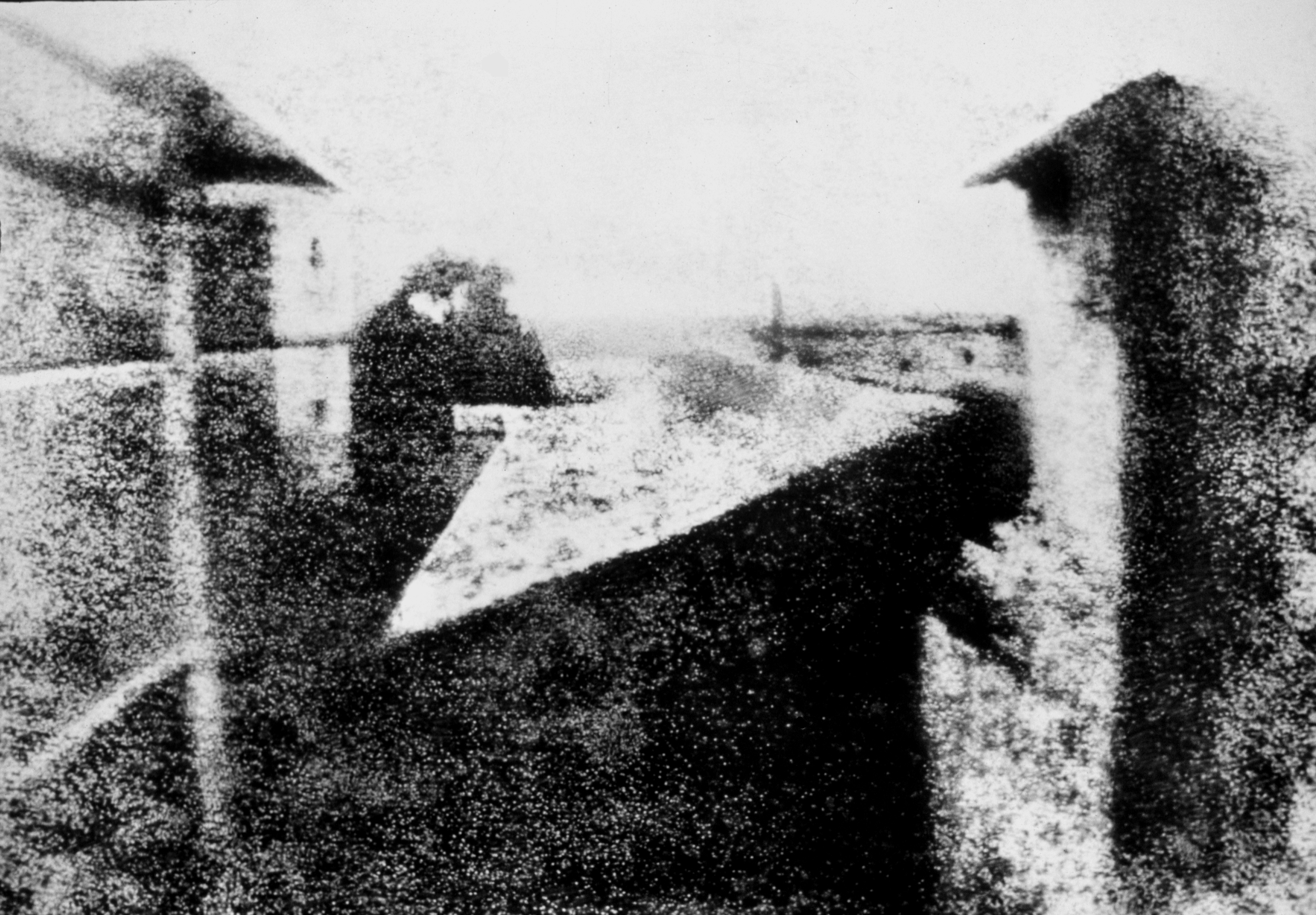
Von Gernsheim entdeckte erste Fotografie der Welt, erstellt im Frühherbst 1826 von Joseph Nicéphore Nièpce

Helmut Gernsheim begann 1933 zunächst Geschichte an der Ludwig-Maximilians-Universität München zu studieren. Aber da er durch die Nationalsozialisten an der Universität verfolgt wurde – man warf ihm vor, er  stamme aus einer „jüdischen“ Familie –, musste er die Universität noch 1933 verlassen. Von 1934 bis 1936 absolvierte er eine Photographenausbildung an der Bayerischen Staatslehranstalt für Lichtbildwesen. 1937 wurden Fotografien von Gernsheim im Rahmen der Internationalen Fotoausstellung in Paris gezeigt. Ihm war verboten, diese Ausstellung zu besuchen. Als sein Arbeitgeber ihn zu Fotografien in der Tate-Gallery nach London schickte, nutzte er die Gelegenheit und blieb dort, wo er dann etwa die Hälfte des Lebens verbrachte. Bald konnte er seine Werke der Öffentlichkeit im Stadtteil Mayfair präsentieren.
Im Jahr 1942 heiratete er Alison Eames. Während des Zweiten Weltkriegs fotografierte er für das Warburg Institute sowie im Auftrag des National Buildings Record bedeutende Gebäude. Es folgten Ausstellungen im Courtauld Institute of Art und im Churchill Club. 1946 erhielt er die britische Staatsangehörigkeit. 
Nach Kriegsende begann er auf Anraten von Beaumont Newhall (* 22. Juni 1908 in Lynn, Massachusetts; † 26. Februar 1993 in Santa Fe, New Mexico, US-amerikanischer Autor, Fotograf, Kunst- und Fotohistoriker und Kurator) mit dem Sammeln von Fotografien. Es gelang ihm, die weltgrößte Sammlung zur Geschichte der Fotografie, Bilder und technische Geräte zusammenzutragen. Er veröffentlichte zahlreiche Bücher und Artikel und stellte seine Fotos mehrfach aus. 
1963 veräußerte er seine Sammlung an das Harry Ransom Center der University of Texas at Austin. Der zeitgenössische Teil des Fotoarchivs wird seit 2002 vom Forum Internationale Photographie der Reiss-Engelhorn-Museen in Mannheim verwaltet. Gernsheim ließ sich 1964 in Castagnola/Lugano nieder. Seine Frau Alison starb 1969. Mit seiner zweiten Frau Irène, geb. Guénin, arbeitete und lebte er bis zu seinem Tod an diesem Ort. Dort widmete er sich seiner zweiten Sammlung Contemporary Collection of Photography.

## Auszeichnungen
- 1959: Kulturpreis der Deutschen Gesellschaft für Photographie DGPh (erster Preisträger – zusammen mit Robert Janker)
- 1983: David-Octavius-Hill-Medaille der Gesellschaft deutscher Lichtbildner GDL

## Ausstellungen (Auswahl)
- 1952: Weltausstellung der Photographie, Kunsthaus Luzern, vertreten mit eigenen Fotografien und solchen seiner Sammlung
- 2012/13: Mannheim, Reiss-Engelhorn-Museen (rem), im Museum Zeughaus C5, 4. OG Forum Internationale Photographie (FIP): Die Geburtsstunde der Fotografie. Meilensteine der Gernsheim-Collection.[3]

## Schriften (Auswahl)
- Julia Margaret Cameron; her life and photographic work. London 1948. (Über die Fotografin des 19. Jh. Julia Margaret Cameron. Zahlreiche Nachauflagen.)
- Lewis Caroll – Photographer. New York 1949.
- Focus on Architecture and Sculpture. An Original Approach to the Photography of Architecture and Sculpture. The Fountain Press. London 1949.[4]
- Mit Alison Gernsheim: The History of Photography. From the Earliest Use of the Camera Obscura in the Eleventh Century Up to 1914. London / New York / Toronto 1955. Erweiterte Nachauflagen 1969 und 1985.
- mit Alison Gernsheim: Daguerre. The History of the Diorama and the Daguerreotype. London / New York 1956. (Über den Photopionier Louis Daguerre).
- The 150th Anniversary of Photography. In: History of Photography. 1 (1977), S. 3–8.
- Geschichte der Photographie. Die ersten hundert Jahre. Aus dem Englischen übersetzt von Matthias Fienbork. Propyläen-Verlag, Frankfurt am Main / Berlin / Wien 1983 (= Propyläen-Kunstgeschichte. Band 26), ISBN 3-549-05223-5. 
  - Das englische Original: The Origins of Photography. New York 1982.